# Jamaica Constabulary Force
Die Jamaica Constabulary Force (Abkürzung: JCF; englisch für Polizeikräfte Jamaikas) ist die Polizei Jamaikas. Sie wurde am 18. November 1867 von den Briten während der Kolonialzeit gegründet und besteht seit der Unabhängigkeit des Landes 1962 fort.

## Geschichte
Gegründet wurde die jamaikanische Polizei nach den Erfahrungen aus dem Morant-Bay-Aufstand im Jahr 1865.
Bereits 1716 wurde der Versuch unternommen, jamaikanische Polizeikräfte aufzustellen. Damals wurden in Port Royal, Kingston sowie in Saint Andrew Parish und Saint Catherine Parish Nachtwächter beschäftigt. Die ersten legislativen Bestrebungen zur Aufstellung polizeilicher Kräfte gab es in Jamaika 1832, 1835 wurde William Ramsay zum ersten Inspector General ernannt und die ersten Versuche zur Koordination bereits vorhandener polizeidienstlicher Aktivitäten gab es 1856. Aber schon lange Zeit bevor, nämlich 1671, verdeutlichte König Karl II. die Notwendigkeit entsprechender Ordnungskräfte. Regeln und Richtlinien wurden von der Royal Irish Constabulary übernommen. Der Morant-Bay-Aufstand offenbarte letztendlich vorhandene Ausbildungs- und Disziplinmängel.
1867 wurde das Gesetz „to constitute an improved Police Force to be called The Jamaica“ („… um eine verbesserte Polizeikraft namens The Jamaica Constabulary Force zu konstituieren.“) erlassen. Der Polizeichef und viele der Offiziere kamen aus dem aufgelösten 3. Bataillon des West India Regiments. Zunächst waren es 917 Mann. In Spanish Town wurde in den Old Imperial Barracks ein Ausbildungszentrum eingerichtet. Bis 1970 war die Ausbildung eher militärisch geprägt und das Ausbildungszentrum wurde später in Kingston (16 Elletson Road) aufgestellt.
1968 gehörten der Polizei rund 3.000 Mann an. Im Mai 2014 wurde die Island Special Constabulary Force (ISCF) in die JCF integriert. Interne Korruption, polizeiliche Gewalt sowie unverhältnismäßige Anwendung der Mittel prägen die Geschichte der JCF.

## Polizeichefs
Anfangs lautete die Bezeichnung des Polizeichefs Inspector General of Police/of Constabulary (Generalinspekteur der Polizei), einhergehend mit dem Titel Inspector General of Prisons (Gefängnisse). Seit der Umstrukturierung 1948 entspricht der Titel/die Anrede des Polizeichefs seinem Rang Commissioner (of Police) bzw. Police Commissioner. Die heutige Hauptanschrift ist in Kingston.
| Zeitraum                                              | Amtsinhaber                      | Lebensdaten | Lebensdaten |
| Vereinigtes Königreich                                | Vereinigtes Königreich           | geboren     | gestorben   |
| ----------------------------------------------------- | -------------------------------- | ----------- | ----------- |
| Bezeichnung: Inspector General of Police/Constabulary |                                  |             |             |
| 1867–1878                                             | John Henry Prenderville          |             |             |
| 1879–1886                                             | Edward Hughes Brodrick Hartwell  | 1837        | 1895        |
| 1887–1891                                             | Louis Frederick Knollys          | 1847        | 1902        |
| 1892–1895                                             | Edmund Peel                      |             |             |
| 1896–1899                                             | Morris James Fawcett             | 1845        |             |
| 1900–1904                                             | Edward Fortescue Wright          | 1858        | 1904        |
| 1904–1917                                             | Arthur Edwin Kershaw             | 1852        | 1934        |
| 1918–1925                                             | William Eden Clarke              | 1863        | 1940        |
| 1925–1932                                             | Melville David Harrel(l)         | 1872        |             |
| 1932–1947                                             | Owen Franklin „Jack“ Wright      | 1887        | 1971        |
| Bezeichnung: Commissioner of Police                   |                                  |             |             |
| 1948–1953                                             | Walter A. Calver                 |             |             |
| 1953–1958                                             | Reginald Townend Michelin        | 1903        | 1998        |
| 1958–1962                                             | Lawrence Peter Reginald Browning | 1915        | 1966        |
| Jamaika                                               |                                  |             |             |
| 1962–1964                                             | Noel Alfred Croswell             | 1909        | 1964        |
| 1964–1970                                             | Alfred Gordon Langdon            |             |             |
| 1970–1973                                             | Jack R. Middleton                |             |             |
| 1973–1977                                             | Basil Linton Robinson            | 1915        | 1992        |
| 1977–1980                                             | Desmond O. Campbell              |             |             |
| 1980–1982                                             | Wilbert „Bill“ O. Bowes          | 1925        | 2008        |
| 1982–1984                                             | Joseph „Joe“ E. Williams         | 1921        |             |
| 1984–1991                                             | Herman Emanuel Ricketts          | 1931        | 2003        |
| 1991–1993                                             | Roy E. Thompson                  | 1933        |             |
| 1993–1996                                             | Trevor N. N. MacMillan           | 1941        | 2011        |
| 1996–2005                                             | Francis A. Forbes                | 1951        |             |
| 2005–2007                                             | Lucius Thomas                    | 1949        |             |
| 2007–2009                                             | Hardley McCarlay Lewin           | 1954        |             |
| 2010–2014                                             | Owen Lloyd Ellington             | 1962        |             |
| seit 2014                                             | Carl McKay Williams              | 1964        |             |

## Dienstgrade
(hierarchisch von oben nach unten; siehe hierzu auch: Dienstgrade der britischen Polizei)
- Commissioner (of Police)
- Deputy Commissioner (of Police)
- Assistant Commissioner (of Police)
- Senior Superintendent (of Police)
- Superintendent (of Police)
- Deputy Superintendent (of Police)
- Assistant Superintendent (of Police)
- Inspector (of Police)
- Sergeant (of Police)
- Corporal (of Police)
- Constable (of Police)

## Ausrüstung
Ausgerüstet ist die JCF unter anderem mit der Glock-Pistole, der FN Browning HP, der HK MP5, dem M16 und dem M4.

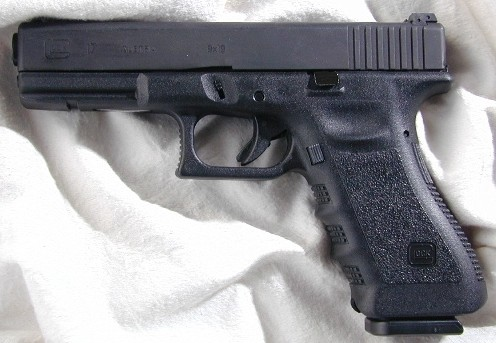
Glock 17
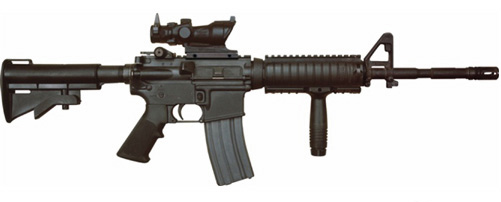
M4
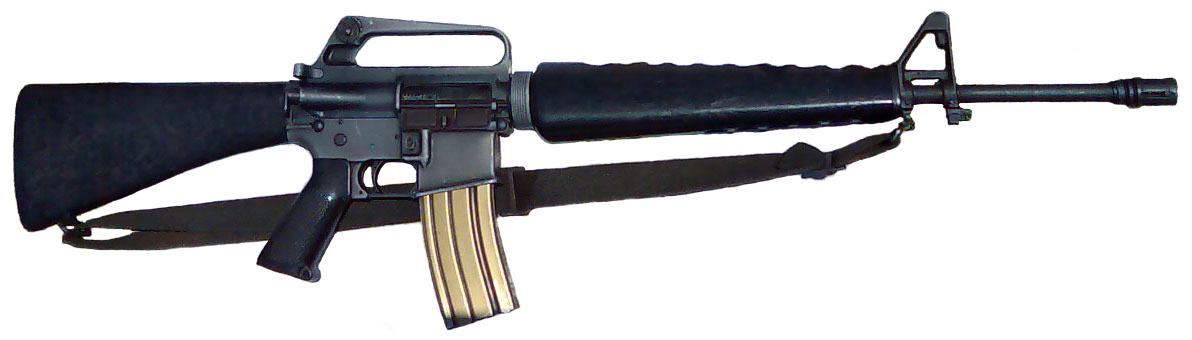
M16
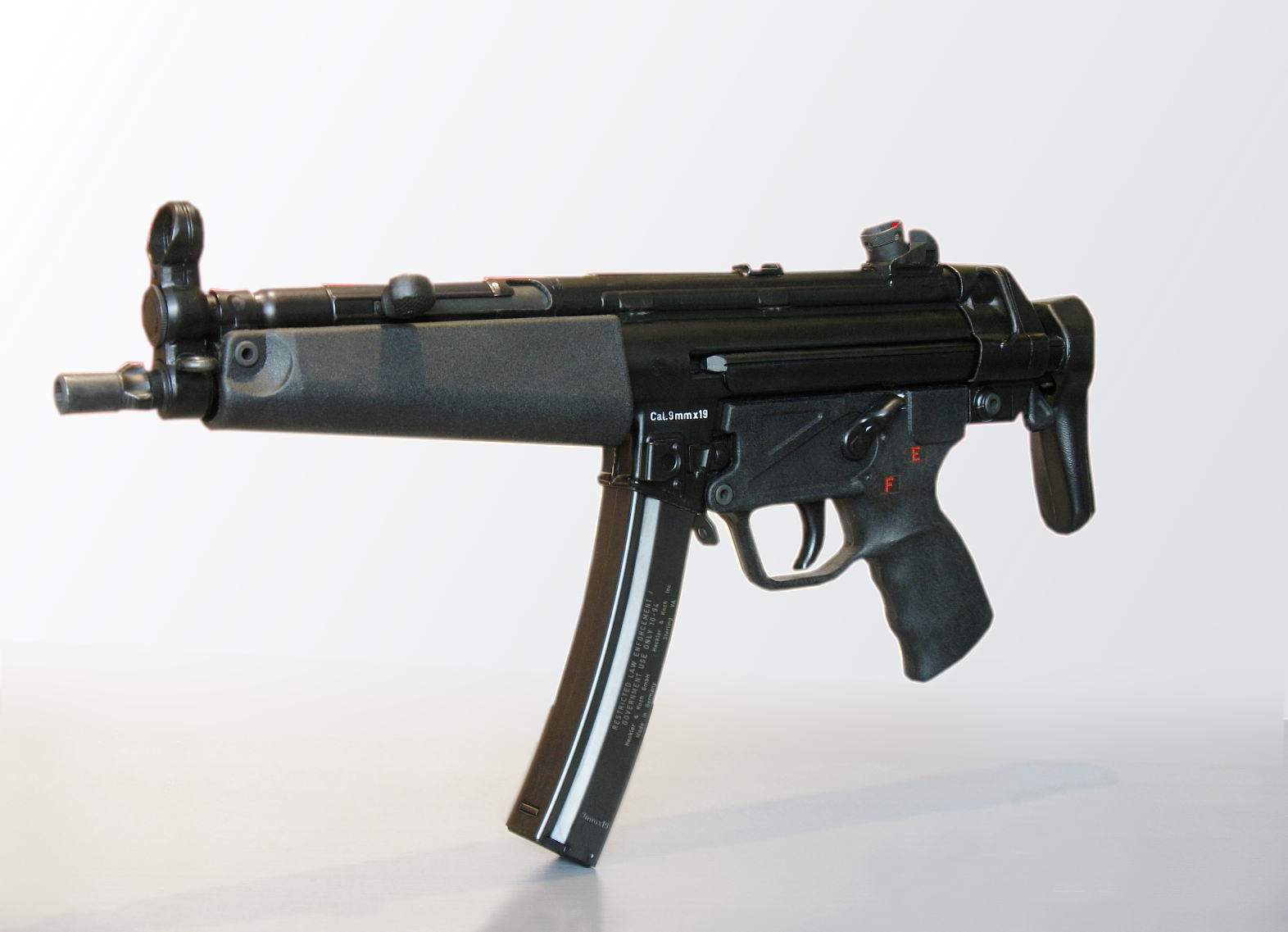
MP5
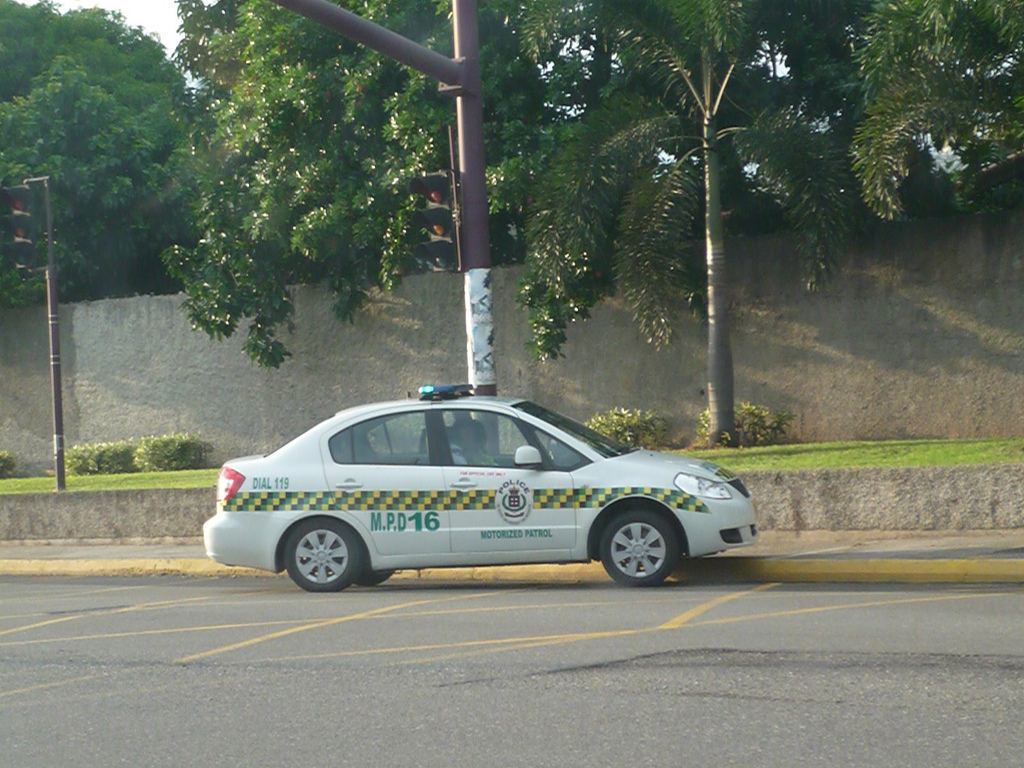
Suzuki SX4 Sedan der JCF